# Rio Archișel
O Rio Archişel é um rio da Romênia afluente do rio Groşeni, localizado no distrito de Arad.